# Chiasmini
Los doraturinos (Doraturini), ahora Chiasmini son una tribu de hemípteros auquenorrincos de la familia Cicadellidae. Tiene más de 300 especies en 21 géneros. Algunas especies transmiten el virus del arroz,  Tungrovirus en el sudeste del Asia.

## Géneros
- Aconura – Aconurella – Athysanella – Baileyus – Chiasmus – Doratura – Doraturopsis – Driotura – Exitianus – Gurawa – Icaia – Leofa – Listrophora – Nephoris – Nephotettix – Omaranus – Paraphrodes – Picchusteles – Protochiasmus – Stenogiffardia – Zahniserius